# Acta Universitatis Lodziensis. Kształcenie Polonistyczne Cudzoziemców
Acta Universitatis Lodziensis. Kształcenie Polonistyczne Cudzoziemców – czasopismo naukowe wydawane przez Wydawnictwo Uniwersytetu Łódzkiego, upowszechniające badania humanistyczne z zakresu glottodydaktyki polonistycznej.

## O czasopiśmie
Kształcenie Polonistyczne Cudzoziemców to rocznik Katedry Lingwistyki Stosowanej i Kulturowej Wydziału Filologicznego Uniwersytetu Łódzkiego. Czasopismo zamieszcza prace dotyczące różnorodnych zagadnień nauczania języka polskiego jako obcego i drugiego, także w porównaniu z nauczaniem innym języków. Publikowane prace przedstawiają problemy nauczania języka polskiego jako obcego z perspektywy lingwistyki, pedagogiki, nauk o komunikacji, kulturoznawstwa, psychologii, psycholingwistyki, socjologii i in. Odbiorcami prac są specjaliści nauczający języka polskiego jako obcego/drugiego w kraju i za granicą oraz badacze zainteresowani problematyką glottodydaktyczną. Recenzja tekstów prowadzona jest zgodnie z modelem double blind review. Każdy artykuł sprawdzany jest przez przynajmniej dwóch recenzentów. Wszystkie artykuły dostępne są w Otwartym Dostępie (Open Access) na licencji CC BY-NC-ND.
Rocznik ukazuje się od roku 1987 i jest najstarszym pismem, przedstawiającym problemy nauczania języka polskiego jako obcego (JPJO). W latach 1987–2009 pismo było związane ze Studium Języka Polskiego dla Cudzoziemców UŁ. Od 2010 roku Redakcja KPC mieści się w Katedrze Lingwistyki Stosowanej i Kulturowej na Wydziale Filologicznym UŁ.

## Rada Programowa
- doc. dr Andriej Babanow (Uniwersytet Państwowy w Sankt-Petersburgu, Rosja)
- dr Hanna Burkhardt (Uniwersytet Humboldtów w Berlinie, Niemcy)
- prof. dr Estera Czoj (Hankuk University of Foreign Studies, Korea Południowa)
- prof. dr hab. Anna Dąbrowska (Uniwersytet Wrocławski, Polska)
- dr hab. Piotr Garncarek (Uniwersytet Warszawski, Polska)
- dr Iwona Janowska (Uniwersytet Jagielloński, Polska)
- dr Piotr Kajak (Uniwersytet Warszawski, Polska)
- dr hab. László Kálmán Nagy (Uniwersytet Jagielloński, Polska)
- prof. dr hab. Władysław T. Miodunka (Uniwersytet Jagielloński, Polska)
- prof. dr hab. Marta Pančíková (Uniwersytet Komeńskiego, Słowacja)
- dr Anna Seretny (Uniwersytet Jagielloński, Polska)
- dr hab. Wiesław Tomasz Stefańczyk (Uniwersytet Jagielloński, Polska)
- dr Natalia Tsai (Hsin Wu University of Science and Technology, Tajwan)
- dr hab. prof. UL Maria Wtorkowska (Uniwersytet w Lublanie, Słowenia)
- dr Li Yinan (Beijing Foreign Studies University, Chiny)

## Redaktorzy
- prof. UŁ dr hab. Grażyna Zarzycka - red. naczelna (Uniwersytet Łódzki, Polska)
- prof. UŁ dr hab. Beata Grochala - z-ca redaktor naczelnej(Uniwersytet Łódzki, Polska)
- dr Iwona Dembowska-Wosik - red. językowy (Uniwersytet Łódzki, Polska)
- dr Michalina Biernacka - sekretarz (Uniwersytet Łódzki, Polska)
- dr Grzegorz Rudziński (Uniwersytet Łódzki, Polska)
- dr hab. Edyta Pałuszyńska (Uniwersytet Łódzki, Polska)
- prof. Katarzyna Dziwirek (University of Washington, Seattle, USA)
- prof. Ałła Krawczuk (Narodowy Uniwersytet Lwowski im. Iwana Franki, Ukraina)

## Bazy
- BazHum
- CEJSH
- CEEOL
- EBSCO
- ERIH PLUS
- Index Copernicus
- DOAJ (Directory of Open Access Journals)
- MIAR
- ProQuest